# Jakob Adlung
Jakob Adlung, ou Adelung, (Bindersleben 14 janvier 1699 – Erfurt 5 juillet 1762) est un organiste, facteur d'instruments, musicographe, professeur et théoricien de la musique allemand du XVIIIe siècle.

## Biographie
Il est né dans un village près d'Erfurt, fils de l'organiste David Adlung et de son épouse Dorothea Elisabetha Meuerin originaire de Tondorf. Son père fut son premier professeur. Il entra en 1711 à l'école primaire Sankt Andreas d'Erfurt puis en 1713 au lycée de cette même ville : il logeait alors chez Christian Reichardt, qui lui enseigna à jouer de l'orgue. Il étudia la philosophie, la philologie et la théologie à l'Université d'Iéna de 1723 à 1726, poursuivant l'apprentissage de l'orgue auprès de Johann Nikolaus Bach. Il se lia d'amitié à Weimar avec Johann Gottfried Walther auquel il empruntait ses livres sur la théorie de la musique. Il rédigea quelques livres sur le sujet, mais qui furent détruits lors de l'incendie de sa maison en 1736. Il retourna à Erfurt en 1737 et y succéda à Johann Heinrich Buttstett comme organiste de la Predigerkirche à la mort de celui-ci. Il conserva cette charge jusqu'à la fin de sa vie. Il fut également professeur de langues au lycée d'Erfurt en enseignant, selon son propre décompte, pas moins de 218 élèves à l'orgue et 284 en langues entre 1728 et 1762. Il fut également facteur d'instruments à clavier, et en construisit seize unités. Il avait épousé en 1732 Elisabeth Ritter, la fille du bourgmestre de Gross-Wanzleben, près de Magdebourg.

## Œuvres
Il fait partie des quelques excellents musicographes allemands du XVIIIe siècle, tels Johann Mattheson, Lorenz Christoph Mizler, et Johann Gottfried Walther qui écrivirent des traités importants et très exhaustifs sur la théorie, l'esthétique et la pratique de la musique. Leurs travaux sont des sources d'information essentielles et encore incomplètement exploitées sur la musique baroque et son interprétation.
Ses écrits comprennent :
- Musica mechanica organoedi, 1726 (Berlin, 1768), encyclopédie complète à l'usage du facteur d'instruments à clavier (orgue notamment) avec description de plus de 80 orgues d'Allemagne ; le complément de titre est « Das ist: Gründlicher Unterricht von der Struktur, Gebrauch und Erhaltung, etc. der Orgeln, Clavicymbel, Clavichordien und anderer Instrumente, in so fern einem Organisten von solchen Sachen etwas zu wissen nöthig ist. » (« C'est-à-dire : Leçons élémentaires sur la structure, l'utilisation, la maintenance etc. des orgues, clavecins, clavicordes et autres instruments, dans la mesure où ces notions ont à être utilement connues des organistes »)
- Anleitung zu der musikalischen Gelahrtheit (Erfurt, 1758, 1783) rassemble et ordonne toutes les connaissances qu'il avait pu acquérir sur l'histoire de la musique, sa théorie mathématique, le tempérament, l'orgue et d'autres instruments, le chant, la basse continue, le choral et le prélude de choral, l'improvisation, les tablatures et la composition.
- Musikalisches Siebengestirn, das ist Sieben zu der edlen Tonkunst gehörige Fragen (Berlin, 1768)

Son autobiographie se trouve dans l'avant-propos de la seconde partie de Musica mechanica organoedi.

## Sources
- (en) Cet article est partiellement ou en totalité issu de l’article de Wikipédia en anglais intitulé « Jakob Adlung » (voir la liste des auteurs).